# Bhind (district)
Bhind is een district van de Indiase staat Madhya Pradesh. Het district telt 1.426.951 inwoners (2001) en heeft een oppervlakte van 4459 km².
Hoofdstad: Bhopal
Districten: